# Pragstein (zámek)
Zámek Pragstein (německy Schloss Pragstein) je nevelký zámek v hornorakouském Mauthausenu. Obraz zámku je zároveň hlavním motivem mauthausenského městského znaku.

## Historie

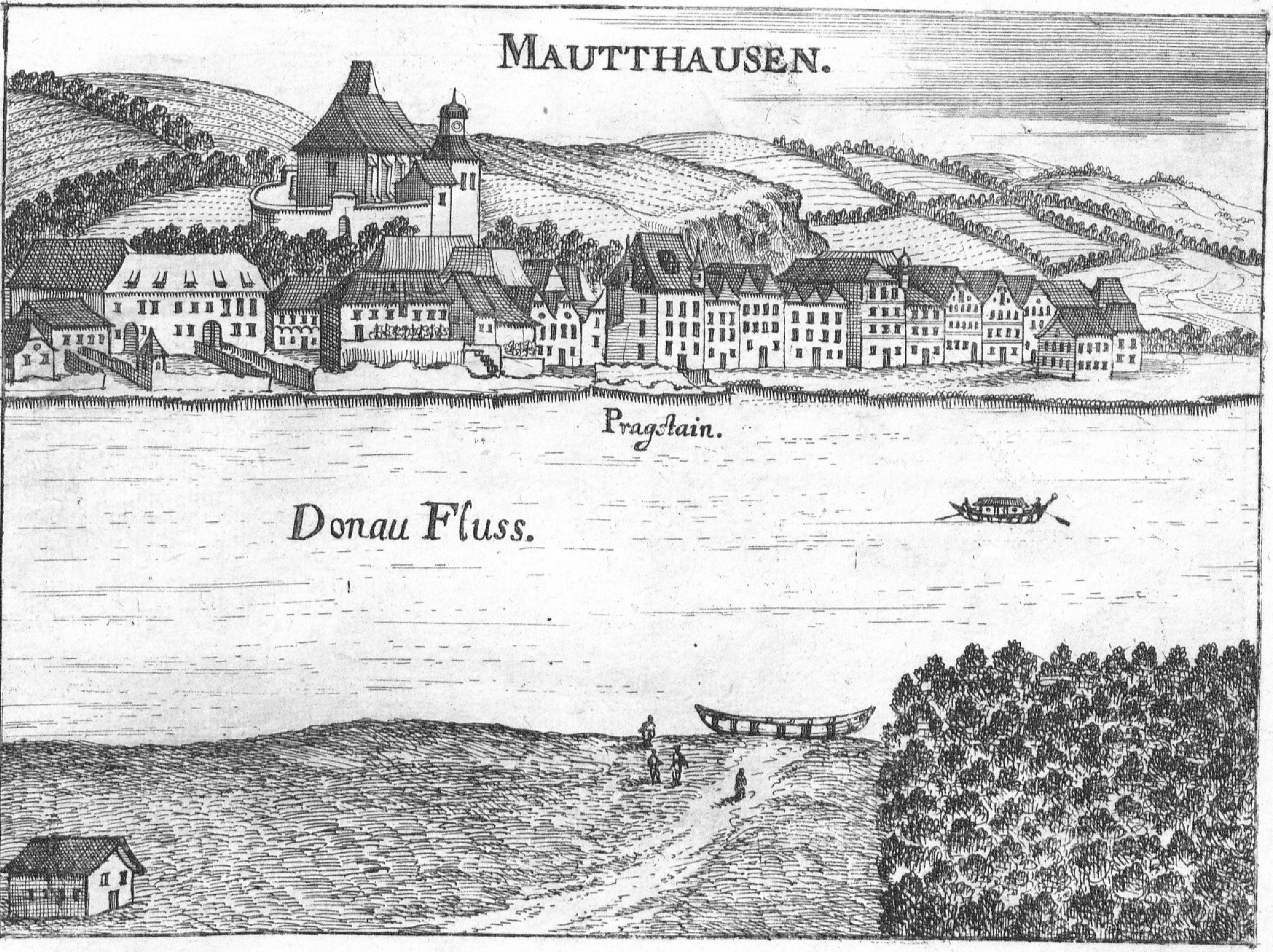
Situace zámku v zástavbě Mauthausenu, rytina z Topographie Georga Matthäea Vischera, (1674)

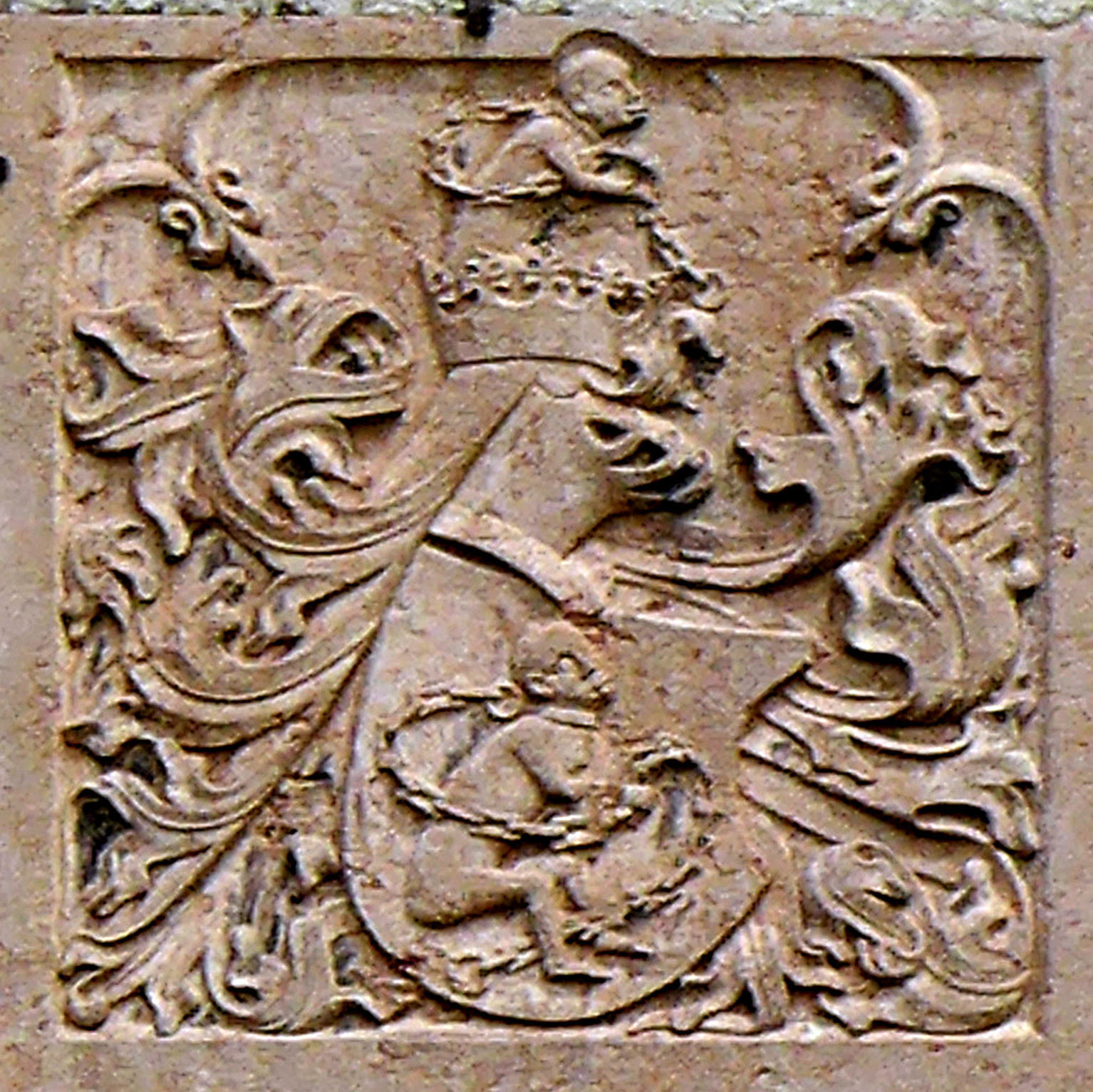
Erb Ladislava Pražského na fasádě zámku, mramor

Sídlo si s povolením císaře Fridricha III. v letech 1491-1506 dal postavit český šlechtic Ladislav Pražský zvaný též Lasla Prager (před 1486–1514). Obdobný hrad si dal postavit ve Windhaagu bei Perg, kde také zemřel.
Během 16. století Pragstein přešel do zástavy rakouských Habsburků a byl v době tureckého nebezpečí zpevněn. Po roce 1603 Georg Erasmus Tschernembl von Schwertberg dal hrad zmodernizovat na zámek a roku 1612 ho prodal císařskému úředníkovi solního úřadu Veitu Spindlerovi. Roku 1631 Pragstein předal Leonhardu Heinrichovi von Meggau a 1644 přešel do majetku rodiny Cavriani.
Roku 1680 v zámku krátce bydlel císař Leopold I. Během rakousko-bavorské války o dědictví objekt obsadilo 66 francouzských vojáků, kteří následně 5. ledna 1742 padli do zajetí.
V 1. čtvrtině 19. století panství Mauthausen s Pragsteinem ještě užívali Elisabeth a Fridrich von Cavriani (1789–1859), syn Ludvíka Cavrianiho V polovině 19. století bylo slepé rameno Dunaje u zámku zasypáno a od 60. let 20. století tudy vede silnice B3. Po něm panství koupil Josef Gundaker z Thürheimu. Roku 1894 Pragstein získal purkmistr Leopold Heindl das Schloss, roku 1901 jej prodal městu Mauthausenu a vzniklo první Vlastivědné muzeum s hudební školou.

## Rekonstrukce a další expozice muzea
Na konci 20. století zámek prošel rozsáhlou rekonstrukcí interiérů pro hornorakouskou zemskou hudební školu, okresní úřady a v roce 2007 také prostor Mauthausenského vlastivědného muzea s novými expozicemi muzea lékárnictví (především z pozůstalosti zdejšího lékárníka Norberta Aichbergera) a muzea Hanse Gerstmayra. Ve stálé expozici jsou vystaveny rozmanité regionální památky od pravěkých nálezů archeologických (římské nádobí) a paleontologických (například kel mamuta), až po pracovní nástroje místních řemesel či lovecké trofeje. Historická a umělecká část expozice prezentuje přeshraniční styky a památky horního Rakouska v souvislosti s jihočeskými.

## Popis objektu
Obdélný půdorys tříetážové budovy, její vnitřní dispozice, rozmístění, počet a velikost oken, stejně jako převýšený krov a sedlová střecha s původně čtyřmi nárožními věžicemi v horním patře, jsou typickými rysy gotického městského paláce nebo vodního hradu. Na západní straně má budova břit, který zvyšoval její odolnost proti dělostřelbě. Současná situace také spojuje hrad s městem, při silnici na nábřeží Dunaje, bez vlastních hradebních zdí, parku nebo nádvoří, v návaznosti na středověkou zástavbu města. Původně stál Pragstein na skalním ostrohu v Dunaji a byl s nábřežím spojen jen můstkem, stejně jako soudobé vodní hrady, například Švihov.
Kamenické detaily jsou pojaty střídavě v gotickém stylu (erb majitele), nebo s raně renesančními prvky (krakorce pod hlavní římsou, špalety oken), podobně jako v dvorské architektuře jagellonské gotiky. Ladislav Pražský se domohl velkého jmění díky peněžním půjčkám králi Vladislavu Jagellonskému, také jeho dvorskou kulturu přijal.

## Odkazy

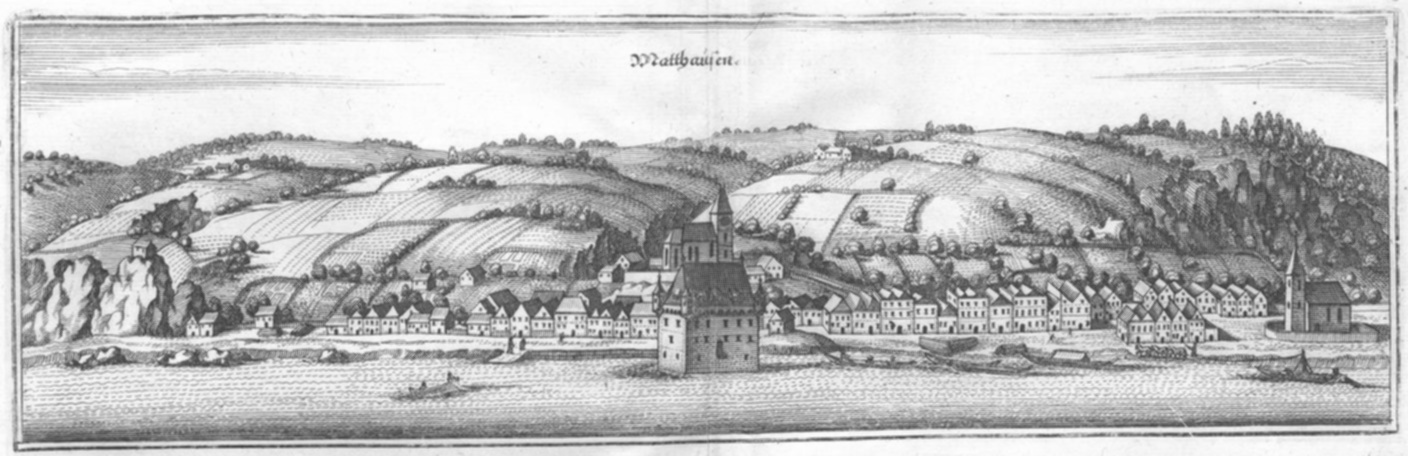
Mauthausen a Pragstein v Merianově Topographii z roku 1679